# Rodolf II del Sacre Imperi Romanogermànic
Rodolf II d'Habsburg (Viena, 18 de juliol de 1552-Praga, 20 de gener de 1612) fou Arxiduc d'Àustria, Rei d'Hongria (1572-1608) i de Bohèmia (1575-1611) i emperador del Sacre Imperi Romanogermànic (1576-1612), era fill i successor de l'emperador Maximilià II del Sacre Imperi Romanogermànic i de Maria d'Àustria i de Portugal, filla de l'emperador Carles V. De caràcter feble, malaltís i excèntric, va residir en el Castell de Praga des de 1583 fins a la seva mort el 1612, essent el seu caràcter un element definitori del seu regnat, ja que passava de l'apatia a la malenconia sense cap motiu aparent.
Rodolf II, si bé va destacar com a col·leccionista d'art i mecenes, no fou un polític hàbil. El seu regnat acabà amb l'abdicació consecutiva dels seus regnes i en deshonor.

## Joventut
El 1563, quan Rodolf tenia 11 anys, va ser enviat a Madrid juntament amb el seu germà Ernest, per fi d’allunyar-lo de la influència protestant i pel desig del seu pare de mantenir una bona relació amb la branca espanyola dels Habsburg. Va tornar a Viena el 1571, emportant-se una mala impressió dels monarques hispànics. Felip II de Castella va intentar que es casés amb la seva filla Isabel Clara Eugènia, però ell s'hi negà, preferint mantenir la relació amb la seva amant Caterina Strada, amb la que tingué sis fills. Aquesta relació seria l'excepció en la forma de tractar als que el rodejaven, atès que patia dificultats cada vegada majors en el tracte amb tercers, refugiant-se en una exagerada veneració cap els seus avantpassats.

## Vida personal
Rodolf II experimentà al llarg de la seva vida seriosos problemes de salut mental que l’acabarien invalidant com a emperador. La primera crisi es produí el 1578, quan tenia vint-i-sis anys. Posteriorment en vindria una altra de molt pitjor, els efectes de la qual es perllongarien entre 1598 i 1600. Un efecte d’aquesta inestabilitat fou la incapacitat de casar-se, encara que no la d'engendrar fills, atés que en tingué diversos amb Caterina Strada, filla del seu antiquari personal Ottavio Strada i neta de Jacopo Strada, antiguari personal del seu pare, Maximilià II.
El problema de la successió era greu. Si bé la posició d’emperador no era obligatòriament hereditària, el nomenament d’un hereu facilitava les relacions familiars. Els fill il·legítims no contaven i més aviat complicaven la situació, el seu germà Ernest d'Àustria, més jove, va morir el 1595, i això provocà que el germà petit, Marties tingués possibilitats reals d’accedir al tron. El problema residia en que Marties tenia ambicions polítiques i molta pressa per exercir-les, provocant una relació tensa entre Rodolf II i Marties.
Va ser molt aficionat a l'alquímia (ciència que va conèixer a l'edat d'onze anys en la cort de Madrid, on es va educar al costat del seu oncle el rei Felip II), l'astrologia, la màgia i les joguines mecàniques, especialment autòmats, rellotges i màquines de "moviment perpetu", probablement influït pel seu contacte amb l'enginyer i inventor italià Juanelo Turriano durant la seva estada a la cort espanyola del seu avi Carles V, persona que seria reemplaçada posteriorment per l'artista italià Giuseppe Arcimboldo.
A mida que la seva salut mental empitjorava, Rodolf II es retirava de la vida pública, alimentant la seva obsessió amb les al·legories, codis secrets, misticisme i els temors a que es produís la fi del món a la fi del segle. Va arribar a un punt en què després de tres anys autoreclòs, s'hagué de mostrar personalment a través d'una finestra del castell per demostrar al seus súbdits que estava viu.

## Emperador i rei

### Tres corones
Les tres corones que ostentà Rodolf II, la d'emperador del Sacre Imperi Romanogermànic i les del Regne d'Hongria i del Regne de Bohèmia, en teoria eren monarquies electives, però en la pràctica aquestes romanien hereditàries des que el seu avi, Ferran I, en fou coronat. Però cadascuna d'elles eren corones independents que atorgaven drets i obligacions diferents.
Rodolf II també fou arxiduc d'Àustria. L'arxiducat d'Àustria era un dels estats que conformaven el Sacre Imperi Romanogermànic, denotant un rang elevat dins de l'Imperi, el qual estava just per sota del d'Emperador i Rei.

### Regnat
La majoria de la població del Regne de Bohèmia i el Regne d'Hongria eren protestants. Si bé a Rodolf II li hagués agradat erradicar el protestantisme de les seves possessions i encoratjà la labor dels jesuïtes i cercà el poder polític protestant, la constant presència de l’amenaça turca el va forçar a moderar la seva política religiosa. De fet, la seva tolerància religiosa era directament proporcional a l’escala de l’amenaça otomana. La percepció de que el turcs poguessin ser més tolerants amb el protestantisme que els Habsburg no encoratjava la defensa dels territoris imperials. Així, en la dècade del 1570 va garantir les llibertats religioses i confirmà els privilegis de diverses províncies imperials.
El 1577, a principi del seu regnat, Rodolf II va voler donar exemple en la promoció del catolicisme a Viena, participant personalment en una processió de Corpus. Rodolf II encapçalava la marxa, acompanyat pels seus germans Ernest i Maximilià i altres dignataris. Era un desafiament explícit a la població protestant majoritària de la ciutat. Alguns ciutadans que es van negar a deixar passar la processó van acabar empentejats de mala manera pels soldats imperials, provocant el vessament d'una lletera plena. El resultant Motí de la Llet va sorprendre a l'emperador, precipitant l'inici d'un període de malalties al llarg de 1579-1580 que el deixà profundament alterat.
Els Habsburg tradicionalment havien afavorit Viena com a capital de les seves possessions, però el 1526 l'Imperi Otomà havia envaït Hongria, i des de llavors els Habsburg havien estat guerrejant a la seva frontera. La ubicació geogràfica de Praga permetia a la ciutat mantenir una distància segura de l'avanç de l'exèrcit turc. El 1583 Rodolf II canvià de forma oficial la seva residència i de tota la cort, passant de Viena a Praga, encara que Rodolf II ja havia passat llargues temporades a Bohèmia en els set anys anteriors.
Dedicat per complet als seus entreteniments i rares excentricitats, com col·leccionar monedes, pedres precioses, gegants i nans amb els quals va formar un regiment de soldats, es va deixar dominar pels seus favorits i pels altres membres de la seva família mentre les arques del Tresor Imperial es buidaven perillosament.
Més endavant, s’adonà de les realitats del seus dominis. Li desagradava el zel religiós del seu oncle Felip II i no volia dur a terme una agressiva campanya per fomentar el catolicisme que esperonés conflictes amb la població protestant. Durant un període prolongat d'amenaça otomana a la seva frontera balcànica com a resultat de la Llarga Guerra Turca (1593-1606), un conflicte dins l'imperi hauria estat un fet desastrós per l'Imperi Habsburg.

### La Llarga Guerra Turca, Transsilvània i Hongria

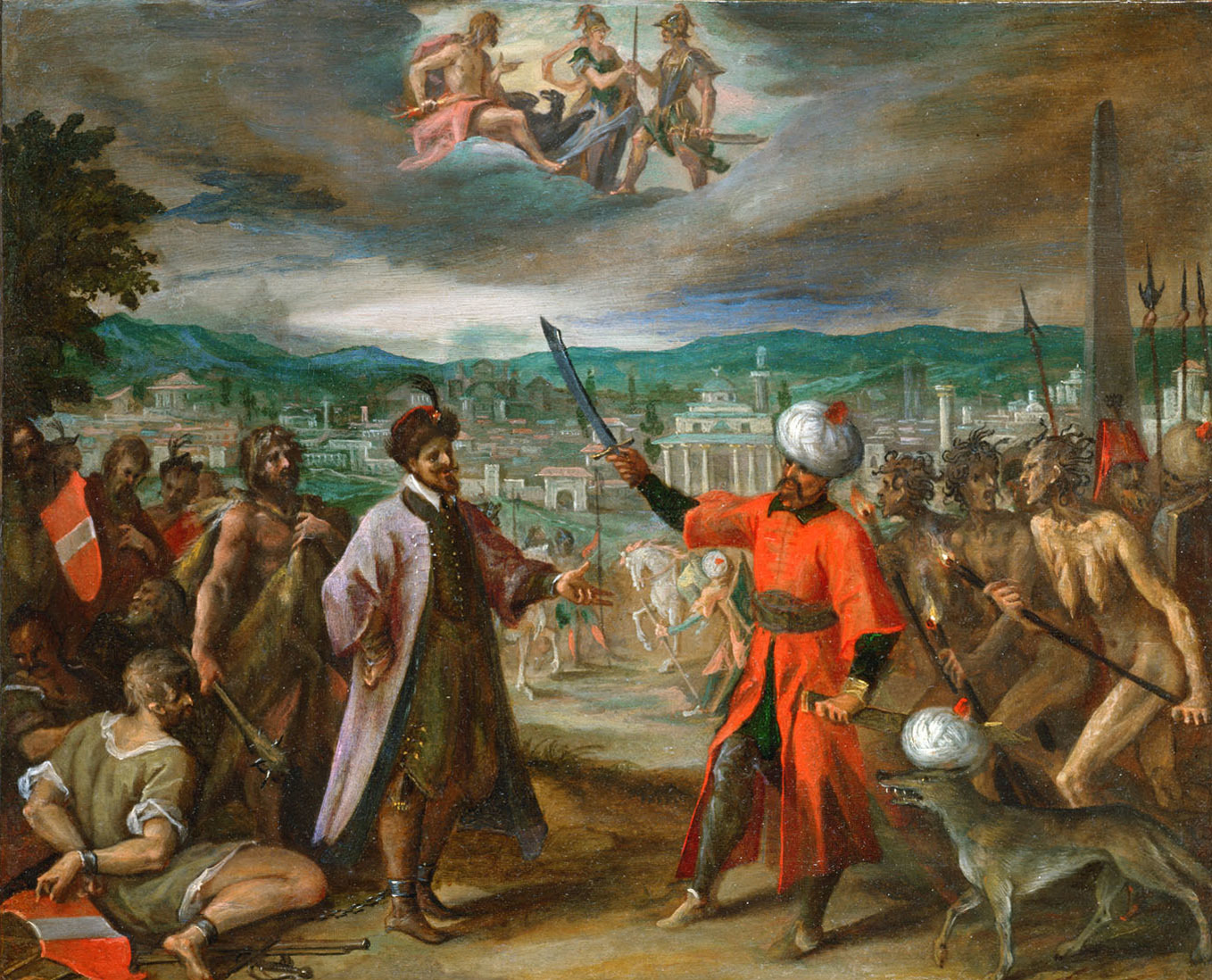
Declaració de la guerra a Constantinoble

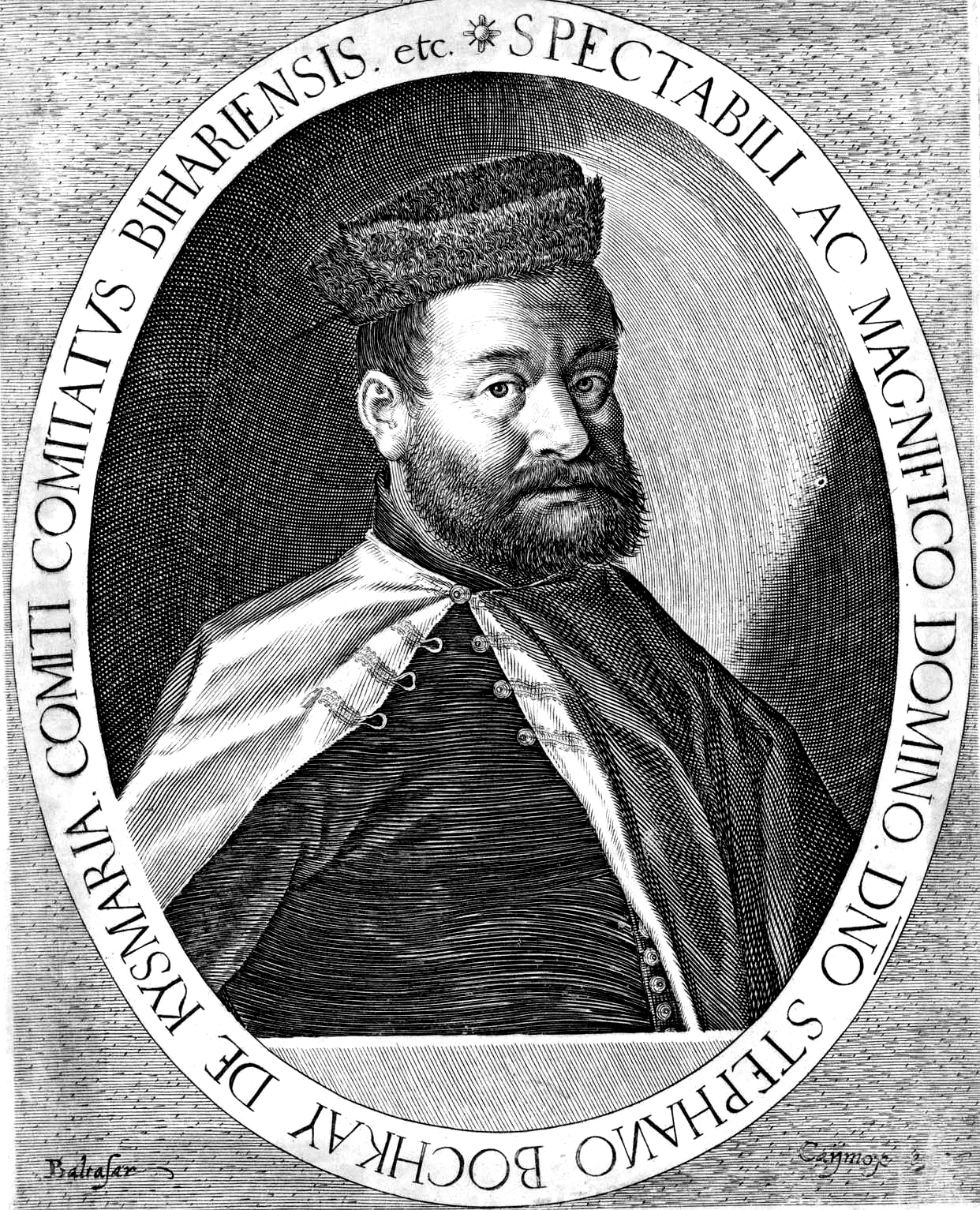
Esteve Nocskai

L'Imperi Otomà s'havia anat estenent pel sud-est d’Europa des del segle XIV. El 1526, després de la derrota hongaresa a la Batalla de Mohacs contra els otomans i la mort del seu rei Lluís II d'Hongria, el regne d'Hongria es va dividir en tres parts: l'una controlada pels Habsburg i el Sacre Imperi Romanogermànic, una altra dominada per l'Imperi Otomà i una tercera independent, però vassalla dels otomans, coneguda com el Principat de Transsilvània. S'iniciava un període que duraria més de 150 anys de setges otomans sobre Viena.
Els nobles hongaresos van votar a Ferran I del Sacre Imperi Romanogermànic com a rei, el qual tenia una certa legitimitat perquè era el germà de Maria d’Hongria, esposa del difunt Lluís II d'Hongria.
El soldà Solimà I el Magnífic va arribar a assetjar Viena el 1529. Sota el seu successor, Selim II, l’imperi Habsburg reconeixia el 1568 que el soldà tenia dret a rebre un pagament anual dels tres principats cristians de Moldàvia, Valàquia i també Transsilvània, la qual històricament havia format part del Regne d'Hongria.
La situació sobre el terreny era inestable, i periòdicament es produïen escaramusses. Aquestes es van intensificar en la frontera Habsburg-Otomana a partir del 1591, i el 1593 el soldà Murat III tornà a iniciar un conflicte bèl·lic entre els dos imperis. Els consellers de Rodolf II ho van deure com una oportunitat per expandir la influència dels Habsburg a la regió i estendre el seu control sobre el principat de Transsilvània. En el 1594 el Reichstag i els Kreise, les assemblees dels territoris imperials, van aprovar unes contribucions extraordinàries per finançar la guerra, que ascendirien a 20 milions de florins i que permeteren augmentar l’exèrcit de forma important. Altres potències cristianes també van enviar efectius i diners.
Malgrat els esforços, els resultats foren bastant decebedors. L'arxiduc Maties, germà petit de Rodolf II, comandava les tropes imperials. El 1596 tota l'atenció es centrava a Moldàvia, Valàquia i Transsilvània, els principats que havien desafiat al soldà i van entrar a la guerra al costat de Rodolf II. L’objectiu final de l’emperador era recuperar el control de Transsilvània per integrar-la dintre del regne d'Hongria, del qual Rodolf II era el sobirà. Va ocupar la regió el amb un exèrcit comandat per Giorgio Basta, el comportament del qual el feu molt impopular a la regió.
El príncep de Transsilvània Segimon Bathory abdicà el 1602 a canvi d’una pensió dels Habsburg i els nobles acceptaren la sobirania de Rodolf II a canvi de que aquest confirmés els seus privilegis. Si bé el soldà va obrir converses de pau el 1604, Rodolf II no va saber aprofitar el moment i allargà el conflicte, exhaurint els recursos per mantenir l’exèrcit i instruint un pla per privilegiar la religió catòlica. Sobtadament Rodolf va deixar de mostrar la tolerància religiosa que l’havia caracteritzat i abraçà fortament la causa de la Contrareforma. Giorgio Basta començà a confiscar propietats de nobles del principat de Transsilvània, comportament que també seguí l'arxiduc Maties a Hongria. El resultat fou una revolta conjunta dels nobles hongaresos i transsilvans comandada pel latifundista Esteve Bocskai. Rodolf deposà Giorgio Basta i col·locà al seu germà Maties en el seu lloc, el qual arribà a un acord amb els nobles dels dos territoris, formalitzat amb el Tractat de Viena del 23 de juny de 1606, i on es reconeixia l’autonomia política del Regne d'Hongria i Transsilvània. La Llarga Guerra va acabar amb la pau de Zsitvatorok l'11 de novembre de 1606,. amb escassos guanys territorials per als dos imperis principals: els otomans van guanyar les fortaleses d'Eger, Esztergom i Kanisza, però van perdre la regió de Vác (que havien ocupat des del 1541) davant Àustria. El tractat va confirmar la incapacitat dels otomans de penetrar encara més als territoris dels Habsburg. També va demostrar que Transsilvània estava més enllà del poder Habsburg. Tot i que l'emperador Rodolf havia fracassat en els seus objectius bèl·lics, va obtenir cert prestigi gràcies a aquesta resistència als turcs i presentant la guerra com una victòria.

### La Barralla entre Germans
L’accelerat deteriorament de la salut mental de Rodolf II, juntament amb el mal resultat de les seves polítiques a Transsilvània i Hongria, provocà que els seus germans li perdessin la confiança. En un consell de família celebrat a Linz l’abril de 1605 s’acordà obligar a Rodolf II a cedir la corona del regne d'Hongria al seu germà Maties. Un cop Maties s’assegurà en el juny de 1607 el seu nomenament com a rei d’Hongria, convocà la dieta d’Hongria pel gener de 1607, amb l’objectiu de que els nobles hongaresos l’acceptessin com a rei. Si bé assolí l’objectiu, hagué de fer nombroses concessions.
Per doblegar la voluntat de Rodolf II, Maties va escalar la situació concentrant 35.000 soldats a la frontera entre Moràvia i els territoris de Viena. Els bohemis van aprofitar el moment de debilitat de Rodolf i li van exigir que fes respectar la seva fe protestant, cosa a la que Rodolf accedí i que feu que els bohemis no recolzessin a Maties. Els dos germans hagueren de fer concessions per obtenir el recolzament de les respectives assemblees. Finalment, en el Tractat de Lieben de 1608, Rodolf concedia a Maties la corona del regne d'Hongria, el Danubi austríac i Moràvia.
El 1609, buscant el suport dels bohemis Rodolf II va signar la Carta de Majestat, document que garantia la llibertat religiosa als nobles i les ciutats de Bohèmia. Però el 1611 el seu cosí l'arxiduc Leopold va formar un exèrcit i va ocupar part de Praga. El bohemis van demanar ajuda a Marties I, el qual feu fora a l'arxiduc. La realitat sobre el terreny feu que Rodolf II també hagués de cedir al seu germà el títol de rei de Bohèmia i quedant-se només el títol buit d'emperador del Sacre Imperi Romanogermànic, al qual Marties accediria després de la mort de Rodolf.
Rodolf II va morir solter i sense fills el gener de 1612. El seu regnat va ser un preludi del conflicte religiós de la Guerra dels Trenta Anys.

## Protector de les arts i les ciències
Rodolf era un personatge complex. Com a mecenes es podien identificar dos caràcters diferents; per un cantó, el generós benefactor de les arts i les ciències, que va recolzar als astrònoms Tycho Brahe i Johannes Kepler, i alternativament, l'ocultista obsessiu que s’aventurava en l’alquímia, la màgia i la càbala i que es considerava, per la seva pròpia confessió, “un home posseït pel diable”.

### Col·leccionista
De 1577 a 1612 va reunir una gran col·lecció d'objectes valuosos, així com una col·lecció de milers de pintures. Rodolf II va prendre possessió de les col·leccions del seu pare, l'emperador Maximilià II, i va comprar la col·lecció Ambras als hereus del seu oncle, Ferran II d'Habsburg, les quals s'havien iniciat en el segle XIV, il·lustrant una llarga tradició de col·leccionisme per part dels Habsburg. Rodolf no sols va heretar molts objectes dels seus avantpassats, sinó que també en va adquirir de nous, constituint-se en un exemple destacat de col·leccionista enciclopèdic del Renaixement.
Les noves adquisicions foren directament encarregades per Rodolf II, o bé obtingudes a través d'agents com Philipp Hainhofer i col·leccionistes com el comte Hans Khevenhüller. El seu germà Ernest d'Àustria va morir el 1595 quan tenia 42 anys i era governador dels Països Baixos. Rodolf II va heretar la seva col·lecció d'art, la qual es transportà a Viena, on fou dispersada per les col·leccions imperials de Viena i Praga.
La col·lecció, hostejada al castell de Praga, incloïa una biblioteca, una armeria amb un gran nombre d'armadures i un gabinet de curiositats o "Kunstkammer". Els objectes del gabinet de curiositats consistien en monedes i medallons, obres d'orfebreria i en pedra tallada, figures d'ivori, llibres, dibuixos, instruments científics i musicals, així com objectes naturals. La col·lecció de pintures incloïa artistes italians de renom com Paolo Veronese, Antonio da Correggio i Leonardo da Vinci, i també pintors del nord, com Albrecht Dürer i Pieter Brueghel el Vell.
El miniaturista Daniel Fröschl va ser contractat com a tresorer imperial per a registrar el contingut de la col·lecció. Al llarg dels anys 1607-11, Fröschl va crear un inventari detallat que cobria la part de la col·lecció del gabinet de curiositats i que ascendia a 2.814 objectes. La col·lecció es va classificar en tres grans categories, naturalia, artificialia i scientifica, corresponent a objectes naturals, obres d'art i instruments científics. No hi ha cap inventari complet de les pintures de Rudolf, els continguts de la seva armeria i biblioteca, les seves insígnies reials i tresors, gemmes i antiguitats, tapissos o la decoració de les habitacions. Aquests elements s'han descrit fins a cert punt en catàlegs menors.
- Globus celestial amb rellotge, de Gerhard Emmoser.
- Nu femení del darrere, d'Albert Dürer.
- Apol·lo, d'Adriaen de Vries.
- Al·legoria de les virtuts i vicis de la cort de Carles V, de Hans Daucher.

Molts dels tresors de Rodolf van ser dispersats quan el Castell de Praga va ser saquejat pels suecs el 1648 durant la Guerra dels Trenta Anys.

### Mecenes

Retrat de Rodolf II, de Giuseppe Arcimboldo

Durant el seu regnat Praga va allotjar gairebé tots els destacats alquimistes de l'època i en l'Acadèmia Alquimista de Praga (a la qual va pertànyer Simon Bakalar Hajeck, el seu fill Taddeus Hajeck i altres alquimistes menys coneguts com a Tepenecz o Baresch) es barrejava la vella saviesa i coneixements medievals amb la naixent ciències naturals, notori especialment en la immensa col·lecció de manuscrits i llibres rars de màgia, alquímia, misticisme i altres rareses que tant agradaven a l'emperador, alguns d'ells del mateix Roger Bacon, encara que sense menysprear els de ciències: va ser un dels primers a rebre un exemplar del Sidereus Nuncius de Galileo Galilei a l'abril de 1610, que va deixar fullejar el seu "matemàtic imperial" Kepler, i el primer a rebre la solució a l'anagrama en el qual Galileu comunicava a tots el seu descobriment dels anells de Saturn, encara que se sospita que alguns il·lustres alquimistes hagin compaginat la transmutació de metalls en or amb missions d'espionatge.
Va ser un gran mecenes de les arts (va acollir en la seva cort al pintor Giuseppe Arcimboldo, el qual pintà el seu famós retrat de l'emperador Rodolf II) i les ciències tant experimentals (astronomia, botànica o matemàtiques) com a especulatives (alquímia, astrologia o màgia). També va donar suport a la música tenint com a conseller el compositor i advocat Matheus Reimann. I feu costat als músics, entre ells l'organista i compositor flamenc Jacobus de Kerle i el també neerlandès Jacob Regnart. Sota el seu regnat van ser nomenats Matemàtics Imperials el danès Tycho Brahe (que va instal·lar al castell de Benatek, a prop de Praga, el seu observatori des de 1599 fins a la seva mort el 1601) i l'alemany Johannes Kepler (1601-1612), aquest últim publicaria les famoses taules astronòmiques Tabulae Rudophinae (Taules rudolfines l'any 1627), basades per complet en el treball observacional de Brahe i anomenades així en honor de l'emperador.